# واين لاركنز
واين لاركنز (بالإنجليزية: Wayne Larkins)‏ هو لاعب كريكت ولاعب كرة قدم بريطاني، ولد في 22 نوفمبر 1953 في روكستون في المملكة المتحدة. لعب مع نادي مقاطعة دورهام للكريكت ‏.

## وصلات خارجية
- واين لاركنز على موقع إي آس بي آن كريك إنفو (الإنجليزية)